# Кокпела
Кокпела (устар. Кок-Пела) — река в России, протекает в Шурышкарском районе Ямало-Ненецкого АО. Правая составляющая (с рекой Лохорта) реки Войкар. Длина реки 43 км.
В 4 км по левому берегу впадает приток Погурей.
Система водного объекта: Войкар → Малая Горная Обь → Малая Обь → Обь → Карское море.

## Данные водного реестра
По данным государственного водного реестра России относится к Нижнеобскому бассейновому округу, водохозяйственный участок реки — Обь от впадения реки Северная Сосьва до города Салехард, речной подбассейн реки — бассейны притоков Оби ниже впадения Северной Сосьвы. Речной бассейн реки — (Нижняя) Обь от впадения Иртыша.